# Олександрія-Аметист
ФК «Олександрія-Аметист» — аматорський футбольний клуб з міста Олександрії Кіровоградської області. Фарм-клуб ПФК «Олександрія».

## Історія
Утворений в 2001 році (ДЮФК «Аметист-2001»). З того часу виступав у різноманітних регіональних змаганнях. В 2007 та 2008 роках ставав переможцем чемпіонату Кіровоградської області, крім того в 2008 році також став володарем і обласного кубку. Того ж 2008 року дебютував у всеукраїнських змагання, заявився для участі в аматорському чемпіонаті України. У цьому турнірі потрапив до Групи 4, де суперниками олександрійського клубу стали «Локомотив» (Куп'янськ), «Дніпро-75», «Ходак» (Черкаси) та «Десна-2» (Чернігів). У груповому раунді набрав 8 очок та посів 3-тє місце, яке, тим не менше, не дозволило продовжити виступи в фінальному етапі турніру. А вже наступного року команда припинила виступи у всеукраїнських змаганнях.

## Досягнення
- Чемпіонат Кіровоградської області
  -  Чемпіон (2): 2007, 2008
  -  Бронзовий призер (1): 2009

- Кубок Кіровоградської області
  -  Володар (1): 2008

## Відомі гравці
До списку потрапили гравці, які мають досвід виступу на професіональному рівні
- Євгеній Піскун

- Олексій Антонов
- Дмитро Байстрюченко
- Ярослав Бахмач
- Богдан Боровський
- Олександр Буличов
- Богдан Бичков
- Андрій Вдовіченков
- Олександр Гуськов
- Костянтин Довжанський
- Артем Дудник
- Олександр Карпов
- Андрій Марщак
- Ярослав Поплавка
- Дмитро Рудик
- Олександр Сафонов
- Дмитро Хорольський

## Корисні посилання
- Інформація про команду на офіційному сайті ПФК «Олександрія»
- Профіль клубу на сайті footballfacts.ru